# Gary Gubner
Gary Gubner (Gary Jay Gubner; * 1. Dezember 1942 in New York City; † 25. Mai 2024) war ein US-amerikanischer Gewichtheber und Kugelstoßer.

## Werdegang
Gary Gubner wuchs in New York auf. Er begann zunächst mit der Leichtathletik, kam aber als Kugelstoßer und Diskuswerfer automatisch zum Gewichtheben, da dieses im Training eine große Rolle spielte. Da ihm im Laufe der Zeit auch das Gewichtheben großen Spaß bereitete, startete er bald auch in Wettkämpfen im Gewichtheben, das schließlich seine Hauptsportart wurde. Zunächst erzielte er international gesehen im Kugelstoßen die besseren Ergebnisse. Er stellte 1962 mit 19,80 m sogar einen Hallenweltrekord auf. 1962 und 1963 war er der beste Kugelstoßer der Welt in der Halle. Im Gewichtheben wurde er 1966 USA-Meister im Schwergewicht. Sein größter Erfolg als Gewichtheber war der Vizeweltmeistertitel 1965. Seine Bestleistung im olympischen Dreikampf war 550 kg, die er 1966 erzielte.
Gary Gubner war Jude. Er setzte in seinem Glauben auch Zeichen, als er z. B. 1961 während eines Starts der amerikanischen Leichtathletikmannschaft bei Wettkämpfen in Moskau die dortige Synagoge besuchte und dort betete und als er bei den Maccabiah-Spielen 1961 in Israel an den Start ging und im Gewichtheben, Kugelstoßen und Diskuswurf siegte.

### Internationale Erfolge
(OS = Olympische Spiele, WM = Weltmeisterschaften, S = Schwergewicht, damals über 90 kg Körpergewicht)
- 1962: 3. Platz, WM in Budapest, S, mit 497,5 kg, hinter Juri Wlassow, UdSSR, 540 kg und Norbert Schemansky, USA, 537,5 kg;
- 1964: 4. Platz, OS in Tokio, S, mit 512,5 kg, hinter Leonid Schabotinski, UdSSR, 572,5 kg Wlassow, 570 kg und Schemansky, 537,5 kg;
- 1965: 2. Platz, WM in Teheran, S, mit 545 kg, hinter Schabotinski, 552,5 kg und vor Károly Ecser, Ungarn, 522,5 kg;
- 1966: 2. Platz, Nordamer. Meistersch., S, mit 522,5 kg, hinter Bob Bednarski, 522,5 kg

### USA-Meisterschaften
- 1965: 2. Platz, S, mit 525 kg, hinter Norbert Schemansky, 525 kg;
- 1966: 1. Platz, S, mit 532,5 kg, vor Bob Bednarski, 512,5 kg und Schemansky, 475 kg;
- 1967: unplatziert, nach drei Fehlversuchen im Drücken;
- 1968: 2. Platz, S, mit 347,5 kg, hinter Ernest Pickett, 512,5 kg (Gary hatte 3 Fehlversuche im Stoßen, vorher aber mit 197,5 kg USA-Rekord gedrückt, Der Weltrekord wurde von Viktor Andrejew, UdSSR, mit 198,5 kg gehalten)

USA-Olympiaausscheidung:
- 1964: 2. Platz, S, mit 502,5 kg, hinter Schemansky, 520 kg

Philadelphia-Meisterschaft:
- 1966: 1. Platz, mit 550 kg, vor Bednarski, 497,5 kg und Schemansky, 475 kg